# مقاطعة إسرائيل

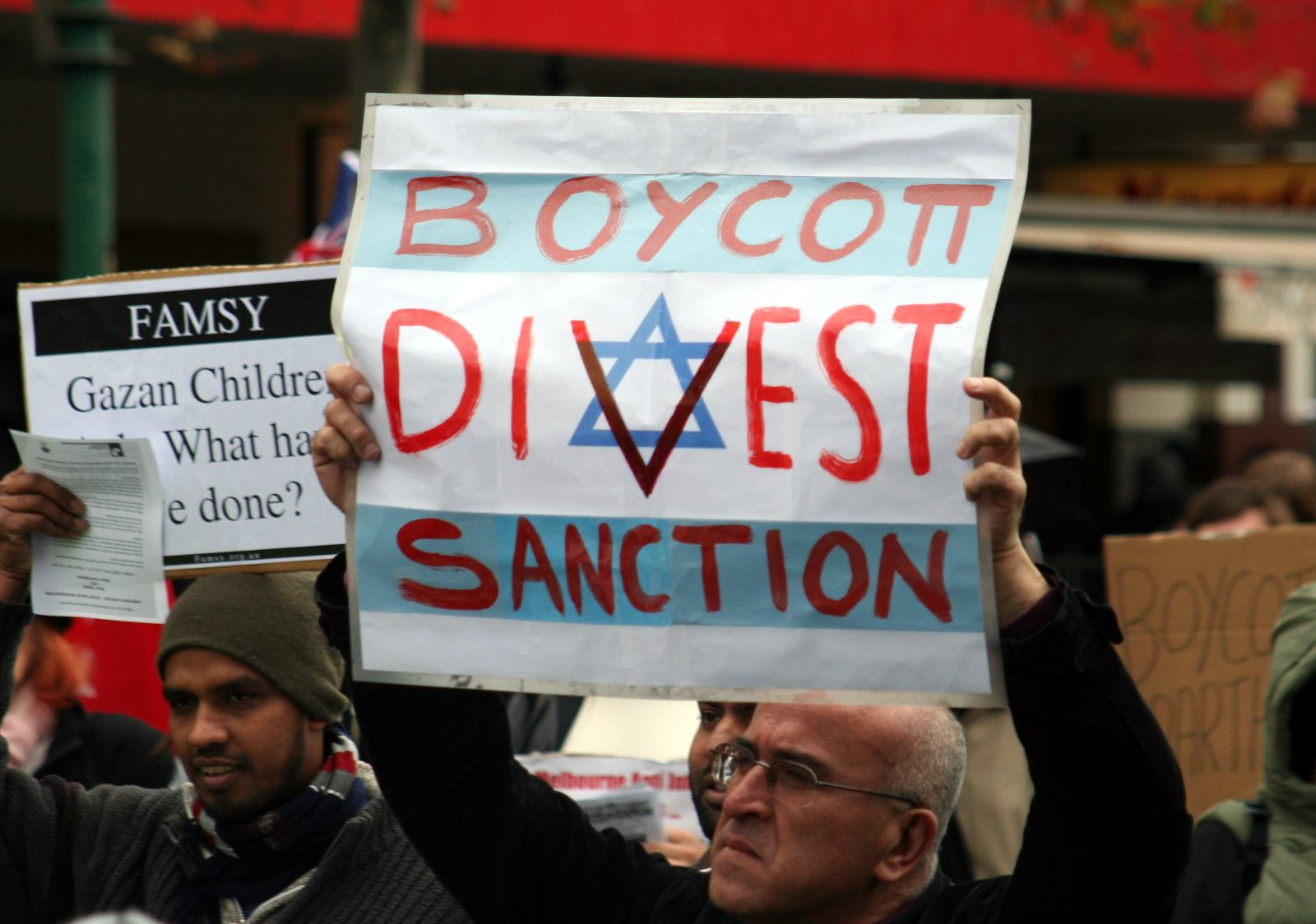
مظاهرة تدعو لمقاطعة إسرائيل في ملبورن بأستراليا

مقاطعة إسرائيل هي الحملات الثقافية والاقتصادية والسياسية التي تسعى إلى قطع العلاقات مع دولة إسرائيل. ويدير هذه الحملات الرافضون لشرعية إسرائيل واحتلالها للأراضي الفلسطينية وسياسة إسرائيل تجاه الفلسطينيين على مدار الصراع العربي الإسرائيلي.
بدأت المقاطعة العربية للمؤسسات والشركات الصهيونية اليهودية قبل تأسيس دولة إسرائيل كدولة. وبدأت المقاطعة الرسمية لجامعة الدول العربية لإسرائيل على الفور بعد تشكيلها عام 1948، وإن كانت لم تنفذ تنفيذاً كاملاً.

## المقاطعة السياسية
- في يونيو 2010 قررت نقابة عمال الموانئ النرويجية، مقاطعة السفن الإسرائيلية التي ترسو في موانئ النرويج احتجاجا على الممارسات الإسرائيلية بحق أسطول الحرية.[1]
- في فبراير 2023، جمدت مدينة برشلونة علاقاتها مع إسرائيل، بما في ذلك التوأمة مع تل أبيب.[2]

## المقاطعة الأكاديمية
- في عام 2006 قرر أعضاء الرابطة الوطنية للمعلمين ورابطة اساتذة الجامعة في بريطانيا مقاطعة إسرائيل أكاديميا [3]
- في عام 2009 قررت الحكومة الأسبانية منع جامعة “اريئيل” الإسرائيلية من المشاركة في المرحلة النهائية للمسابقة الدولية بين كليات الهندسة المعمارية، وذلك لوجود الجامعة في مستوطنة “اريئيل” المقامة على الضفة الغربية.[4]

## المقاطعة الثقافية
- دعم عدد من الفنانين المشاهير مقاطعة إسرائيل ثقافية بدعم مثل الموسيقي روجير واتيرز [5]، والكتاب أرونداتي روي وإدواردو غاليانو[6] والمخرجين كين لوتش[7]، وجان لوك غودار.[8]
- انسحبت الممثلة الاميركية ميغ رايان من مهرجان الفيلم الذي عقد في القدس في يوليو 2010 بسبب الغارات على أسطول الحرية [9]

## المقاطعة الاقتصادية
قامت العديد من الهيئات بإصدار قائمة بالشركات  التي تدعم إسرائيل. وتوضح تلك القوائم أسماء الشركات وطبيعة علاقتها الداعمة لإسرائيل. ودعت تلك الهيئات إلى مقاطعة تلك الشركات كنوع من الضغط الاقتصادي عليها لوقف دعمها لإسرائيل. وقام عدد من علماء المسلمين وعلى رأسهم الشيخ يوسف القرضاوي بإصدار فتاوى تدعو لتلك المقاطعة.

## ردود الفعل الإسرائيلية
سنّت إسرائيل قانونا يجرّم المس بدولة إسرائيل بواسطة المقاطعة، صودق على القانون في دورة الكنيست ال18، في 11 تموز 2011 ويعرف القانون في الخطاب العام الإسرائيلي باسمه المختصر «قانون المقاطعة». بحسب القانون يمنع المواطنون الإسرائيليون أو المنظمات الإسرائيلية من العمل لأجل فرض المقاطعة على المؤسسات الإسرائيلية أو المستوطنات الإسرائيلية أو الجهات المختلفة التي تقيم علاقت معها.